# Alex D’Arcy
Alexander D’Arcy (* 10. August 1908 in Kairo als Alexander Sarruf; † 20. April 1996 in Los Angeles, Kalifornien, USA) war ein ägyptischer Schauspieler.

## Leben
Alexander D’Arcys Vater war Wirt in einem der Innenstadtlokale Kairos, doch wollte er schon früh den Beruf der Filmkunst ausüben. Er fing in Kairo und später in Alexandria an, in Theatern zu spielen. Ab Ende der 1920er-Jahre arbeitete er als Schauspieler in den Vereinigten Staaten, Großbritannien und Frankreich. Mit französischen Filmen erreichte der „große, dunkelhaarige und gutaussehende“ D’Arcy Anfang der 1930er-Jahre auch erste Popularität. Im Hollywood-Kino spielte er als Nebendarsteller oft ölige Typen, beispielsweise als Gesangslehrer von Irene Dunne in der klassischen Screwball-Komödie Die schreckliche Wahrheit (1937) und als Admiral in Russ Meyers erotischer Literaturverfilmung Fanny Hill (1964). Eine seiner bekanntesten Rollen hatte er in Wie angelt man sich einen Millionär? im Jahre 1953, wo er Marilyn Monroe als falscher Millionär den Hof macht.
Seine letzte Rolle hatte er mit 65 Jahren in der von Samuel Fuller inszenierten Tatort-Folge Tote Taube in der Beethovenstraße. Er war von 1940 bis 1943 mit seiner Schauspielkollegin Arleen Whelan verheiratet, die Ehe wurde geschieden. Der Schauspieler starb im April 1996 mit 87 Jahren im Westen von Hollywood.

## Filmografie (Auswahl)
- 1927: Das größte Opfer (The Garden of Allah)
- 1928: Champagne
- 1928: Die Regimentstochter
- 1932: Le roi des palaces
- 1937: Der Gefangene von Zenda (The Prisoner of Zenda)
- 1937: Stolen Holiday
- 1937: Die schreckliche Wahrheit (The Awful Truth)
- 1938: Topper geht auf Reisen (Topper Takes a Trip)
- 1940: Irene
- 1941: The Blonde from Singapore
- 1953: Wie angelt man sich einen Millionär? (How to Marry a Millionaire)
- 1953: Ein Mann auf dem Drahtseil (Man on a Tightrope)
- 1953: Vicki
- 1954: Die sich verkaufen (Les Clandestines)
- 1955: Treffpunkt Hongkong (Soldier of Fortune)
- 1960: Ein Toter hing im Netz
- 1961: Küß’ mich als gäb’s kein Morgen (The Festival Girls)
- 1964: Fanny Hill
- 1966: Batman (Fernsehserie, 1 Folge)
- 1966: Das Mondkalb (Way… Way Out!)
- 1967: Chicago-Massaker (The St. Valentine's Day Massacre)
- 1969: Dracula und seine Opfer (Blood of Dracula's Castle)
- 1971: The Seven Minutes
- 1973: Tatort: Tote Taube in der Beethovenstraße (Fernsehfilm)